# فرودگاه آرکاشون – لتست دو بوک
فرودگاه آرکاشون – لتست دو بوک (به انگلیسی: Arcachon – La Teste-de-Buch Airport) (به زبان بومی: Aéroport d'Arcachon - La Teste-de-Buch) یک فرودگاه همگانی با کد یاتا XAC است که یک باند فرود آسفالت دارد و طول باند آن ۱۴۰۰ متر است. این فرودگاه در شهر آرکاشون کشور فرانسه قرار دارد و در ارتفاع ۱۵ متری از سطح دریا واقع شده‌است.